# Bataille de l'Hydaspe
Campagnes d'Alexandre le Grand
Batailles
- Pélion
- Thèbes

- Granique
- Milet
- Halicarnasse
- Issos
- Tyr
- Gaugamèles
- Portes persiques

- Aornos
- Hydaspe

La bataille de l'Hydaspe oppose Alexandre le Grand à Poros, raja indien du royaume de Paurava, en juillet 326 av. J.-C. sur les rives de l'Hydaspe (ou Hydaspes), la Jhelum moderne, sur le territoire actuel du Pakistan. Les soldats macédoniens sont confrontés pour la première fois à un nombre important d'éléphants de guerre.

## Contexte historique
Au printemps 327 av. J.-C., Alexandre quitte Bactres à la tête d'une troupe considérable, près de 60 000 hommes, pour moitié des orientaux, sans compter la foule des épouses, serviteurs, marchands et esclaves qui accompagnent les soldats. Auparavant en Sogdiane, Alexandre a en effet reçu des émissaires du roi de Taxila qui craint les ambitions de son voisin, Poros, dont l'armée compte 60 000 hommes appuyés par 200 éléphants, allié au prince du Cachemire afin, semble-t-il, de soumettre le Pendjab. Cette ambassade explique en partie qu'Alexandre se lance dans une campagne en Inde ; un allié puissant dans la région représente une certaine garantie de succès, et les guerres entre roitelets un excellent prétexte pour pénétrer le monde indien.
Alexandre traverse le pays des Paropamisades et passe par Alexandrie du Caucase (actuelle Bagram près de Kaboul). La plus grande partie de l'armée emprunte la passe de Khyber, « vieille route » de l'Inde, tandis qu'une troupe commandée par Alexandre lui-même suit un itinéraire plus au nord. Il charge en effet Héphaistion et Perdiccas de conquérir la rive sud du Côphen (actuelle Kaboul-rud) et de préparer la traversée de l'Indus. Alexandre s'occupe quant à lui de soumettre les vallées septentrionales du Côphen et de ses affluents. Si l'avancée de ses deux généraux est rapide, Alexandre (avec Cratère pour lieutenant) sont confrontés aux Assacènes, une peuplade apparentée aux Scythes, qui opposent une résistance acharnée autour de leurs places fortes dont celle d'Aornos (été 327). Au printemps 326 Alexandre fait sa jonction sur l'Indus avec Héphaistion et Perdiccas, qui ont eu le temps de bâtir un pont entre les deux rives. Une fois le fleuve franchi, Alexandre reçoit la soumission du roi de Taxila. L'armée séjourne un mois dans la cité de Taxila, puis au début de l'été 326, Alexandre lance ses forces contre Poros et son armée d'éléphants.

## Déroulement de la bataille

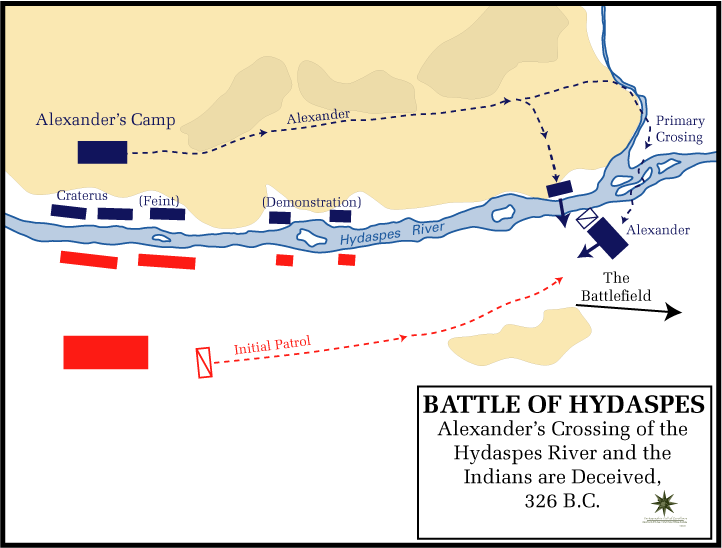
Dispositif initial sur les rives de l'Hydaspe.

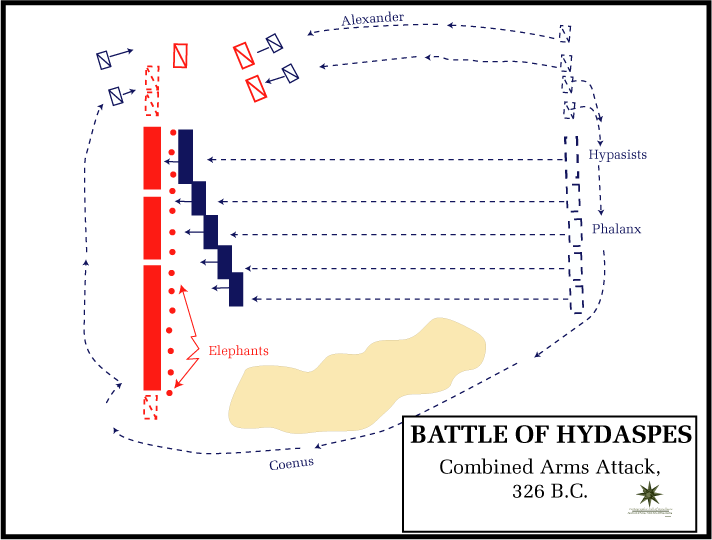
Attaque combinée de l'infanterie et de la cavalerie macédoniennes.

Poros a rangé son armée sur la rive gauche de l'Hydaspe de façon à repousser toute tentative de franchissement. Le fleuve, gonflé par la fonte des neiges et les premières pluies de mousson, est profond et rapide ; aussi toute armée qui tenterait de le passer se condamnerait à une destruction certaine. Alexandre attend plusieurs jours ; il fait quelques mouvements de diversion le long de la rive et organise une campagne de désinformation, faisant passer, par les paysans locaux, l'information qu'il considère que l'eau est trop haute pour tenter un franchissement, ce qui arrive aux oreilles de Poros qui témoigne dès lors d'une confiance excessive. Alexandre traverse en personne l'Hydaspe, quelque vingt-cinq kilomètres en amont, avec une troupe d'élite formée d'hypaspistes et de Compagnons. Averti, Poros, voyant toujours sur l'autre rive le corps de troupe principal, ne craint pas le danger. Poros envoie seulement une petite troupe de cavaliers commandée par l'un de ses parents (fils, frère ou neveu) pour s'opposer à Alexandre. Il commet là une erreur car son bataillon est défait et son parent tué. 
Lorsque la bataille débute réellement, la cavalerie d'Alexandre est à droite de la ligne de front, tandis que la phalange, commandée par Cratère, a pour ordre de traverser le fleuve au cas où Poros ferait face à Alexandre avec toutes ses troupes. L'armée indienne est rangée avec la cavalerie sur les deux flancs, les éléphants de guerre en avant, et l'infanterie derrière les éléphants. Ces éléphants de guerre offrent une difficulté nouvelle. Alexandre doit en effet revoir sa stratégie habituelle qui consiste à couper les lignes adverses afin de lancer la cavalerie dans l'ouverture ; ce qui a été d'une efficacité redoutable à la bataille de Gaugamèles. De plus, les éléphants indiens rendent les chevaux macédoniens si nerveux qu'ils refusent de charger de front les pachydermes. Alexandre est donc forcé de modifier sa stratégie. Il envoie donc un groupe de cavaliers contourner les Indiens afin de les attaquer par l'arrière.
Alexandre commence la bataille par une charge de cavalerie sur le flanc gauche des Indiens. Poros  renforce celui-ci en y transférant une partie de sa cavalerie de son flanc droit, ce qui permet à la cavalerie macédonienne envoyée pour contourner l'armée indienne de la prendre à revers, comme Alexandre l'a prévu. La cavalerie indienne peut être détruite, sans forcer la cavalerie macédonienne à approcher les éléphants. Pendant ce temps, les phalangites macédoniens et l'infanterie perse, qui ont traversé le fleuve, arrêtent brutalement la charge des éléphants qui leur font face. Un grand nombre de cornacs des éléphants sont tués et les forces d'Alexandre entourent bientôt l'armée indienne. Après de lourdes pertes, Poros, cerné et gravement blessé, se rend avec les honneurs à Alexandre aux termes de négociations. Justin prétend, au contraire des autres auteurs antiques, qu'Alexandre et Poros se seraient livré un combat singulier. Mais Lucien de Samosate prétend qu'il s'agit d'une invention d'Aristobule. Cet épisode légendaire a pourtant été repris (peut-être du vivant d'Alexandre) dans le « décadrachme de Poros ».

## Conséquences
Il est difficile d'estimer les pertes des deux camps, mais les Indiens ont probablement perdu toute leur cavalerie, beaucoup (peut-être l'essentiel) de leur infanterie, et plus de 100 éléphants de guerre. Alexandre a capturé plus de 80 éléphants ; sa cavalerie a été épargnée mais a perdu une partie importante de son infanterie. L'historien Peter Green estime qu'Alexandre a perdu quelque 4 000 hommes, la plupart étant des phalangites qui ont subi le choc du combat contre les éléphants, car les chevaux de la cavalerie macédonienne ont refusé de s'en approcher. Ce n'est pas la première fois que les Macédoniens affrontent des éléphants de guerre, on en compte une vingtaine dans l'armée de Darius III à la bataille de Gaugamèles, mais ils n'avaient eu qu'un très faible impact sur la bataille. C'est donc au cours de la bataille de l'Hydaspe que les Macédoniens ont affronté une véritable charge de pachydermes, la cavalerie s'étant montrée finalement peu convaincante contre elle et les phalangites ayant subi de lourdes pertes.
En dépit de la défaite de Poros, Alexandre le rétablit sur son trône car il a besoin d'un facteur de stabilité dans une région aux peuplades turbulentes. Après avoir soumis le Pendjab actuel, l'armée macédonienne s'oppose à Alexandre et refuse de traverser l'Hyphase, le fleuve le plus oriental de la vallée de l'Indus. Alexandre meurt en 323 av. J.-C. et l'unité de son empire ne survit pas aux guerres des Diadoques. Le royaume d'Hydaspe retrouve son indépendance. En commémoration de la bataille, Alexandre a fondé deux cités, Alexandrie Nicée (du grec ancien : Νικαία / Nikaia : « Victoire ») sur le site de la ville moderne de Jalapur au Pakistan et Alexandrie Bucéphale, probablement sur le site de Bhora, en hommage à son cheval Bucéphale qui meurt pendant, ou peu après, la bataille.

## Le «décadrachme de Poros»
Alexandre commémore cette victoire en frappant monnaie à l'effigie de Poros. Sur ce décadrachme, peut-être frappé à Babylone vers 323 av. J.-C., on peut remarquer :
- au droit : Poros, juché sur la nuque d'un éléphant, brandit une lance vers Alexandre qui le poursuit à cheval armé lui aussi d'une lance ; derrière Poros, un cornac attrape la lance d'Alexandre.
- au revers : Alexandre divinisé est debout de face, avec la tête de profil ; l'étui de son épée dépassant de son dos, il s'appuie de la main gauche sur un long sceptre et tient de la main droite le foudre de Zeus ; il est coiffé de la tiare perse et est couronné par une Niké.

Ce décadrachme confirme donc l'idée qu'Alexandre et Poros se seraient affrontés en combat singulier. Il faut cependant noter que la date et le lieu de frappe de cette monnaie exceptionnelle restent sujet à caution. En effet, la découverte de l'un des plus vastes trésors monétaires de l'Antiquité à Mir Zaka, en Afghanistan, a remis en question l'hypothèse d'une frappe à Babylone. Ce trésor comprenait beaucoup de décadrachmes invitant à replacer leur émission plus à l'Est. D'ailleurs, la qualité assez fruste de la frappe pourrait suggérer un atelier itinérant ; il est à noter aussi que certains chercheurs privilégient une frappe posthume, réalisée par l'un des Diadoques, peut-être Séleucos, ou par le satrape d'Inde, Eudamos.

## Dans la fiction

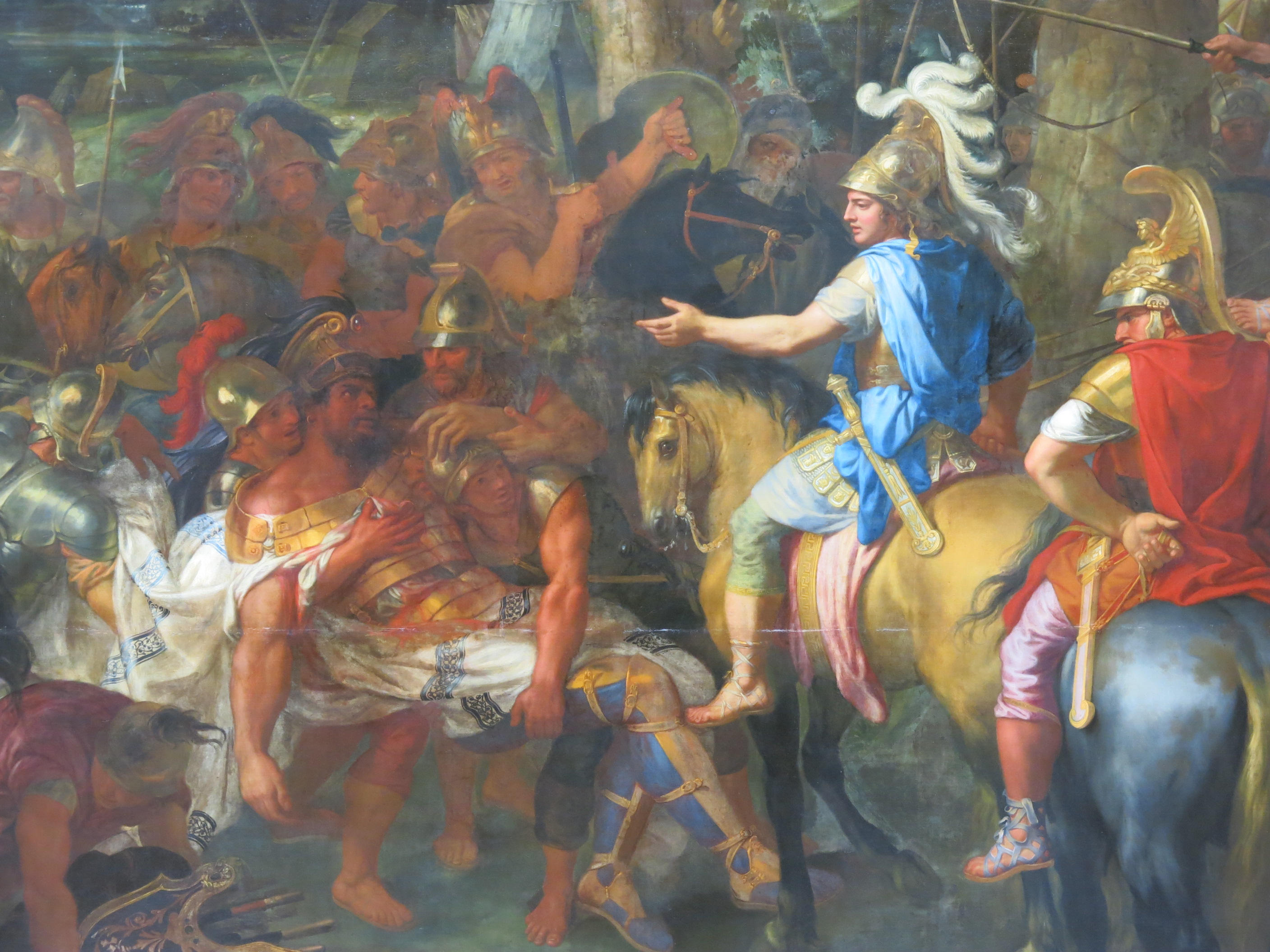
Charles Le Brun, Alexandre et Porus, 1673 (détail). Poros, blessé, se rend à Alexandre.

La bataille de l'Hydaspe est représentée dans le film Alexandre, mais elle se résume à une charge des éléphants de Poros dans la jungle contre les phalanges macédoniennes suivie d'une contre-attaque de la cavalerie d'Alexandre au cours de laquelle il est grièvement blessé lors d'un duel contre Poros.

## Sources antiques
- Arrien, Anabase [lire en ligne], V, 15-16 ;
- Diodore de Sicile, Bibliothèque historique [détail des éditions] [lire en ligne], XVII, 87-89 ;
- Plutarque, Vies parallèles [détail des éditions] [lire en ligne], Alexandre, 60 ;
- Quinte-Curce, L'Histoire d'Alexandre le Grand [lire en ligne], VIII, 14.